# Xian autonome yi, hani et lahu de Zhenyuan
Pour les articles homonymes, voir Zhenyuan.
Le xian autonome yi, hani et lahu de Zhenyuan (镇沅彝族哈尼族拉祜族自治县 ; pinyin : Zhènyuán yízú hānízú lāhùzú Zìzhìxiàn) est un district administratif de la province du Yunnan en Chine. Il est placé sous la juridiction de la ville-préfecture de Pu'er.

## Démographie
La population du district était de 201 526 habitants en 1999.